# Thorshammars verkstad

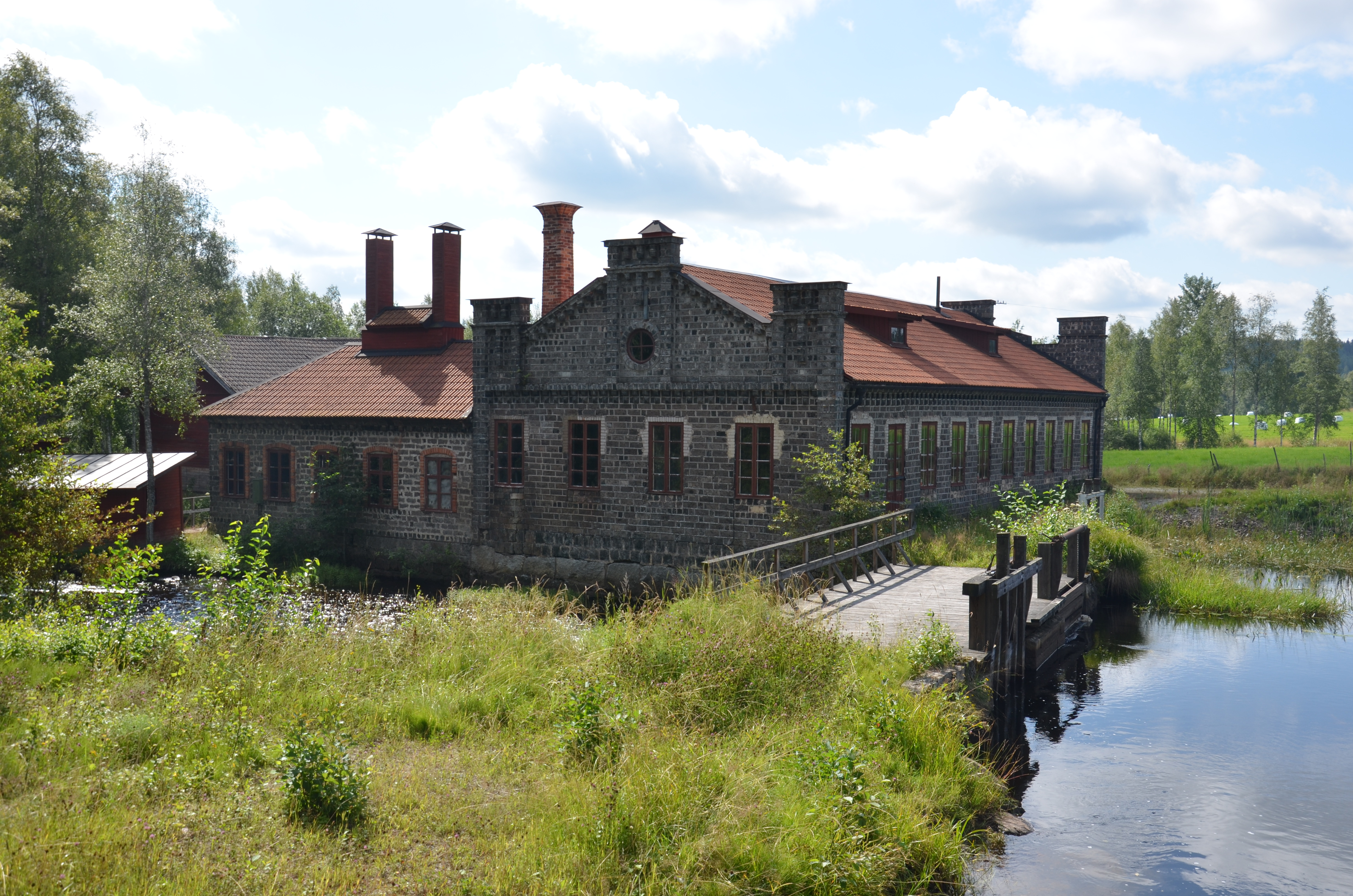
Thorshammars verkstad 2012.

Thorshammars verkstad är en övergiven, men intakt, mekanisk verkstad från 1887, belägen strax norr om Norberg i Norbergs kommun. Verksamheten började 1876 och lades ner 1983.  Här tillverkades huvudsakligen tenn-, koppar- och mässingföremål. Verkstaden är en del av Ekomuseum Bergslagen och sedan år 2004 ett byggnadsminne.

## Historik
År 1874 startade Per Erik Pettersson från Skultuna Messingsbruk egen tillverkning av metallvaror i Thorshammar utanför Norberg. Thorshammars verkstads AB registrerades 1876 och var ett av Sveriges äldsta kooperativa aktiebolag. Den nuvarande verkstadsbyggnaden uppfördes 1887, efter att den ursprungliga hade brunnit ner. Huset är ritat av byggmästaren Axel Engborg från Kärrgruvan i nyrenässans och uppfört i slaggsten.
Verkstaden bearbetade koppar, mässing och tenn. Till produkterna hörde bland annat ljuskronor, prydnadsföremål, kranar och kopplingar av olika slag, fotogenköksdelar, smörjkannor och fettsprutor, dricksvattencisterner, vin- och cisternkranar samt vikter från 1 gram till 500 gram. Thorshammar var Norbergs sockens enda mässingsgjuteri. Som mest arbetade omkring 33 personer i verkstaden.
Tenntillverkningen upphörde 1936, men prydnadsföremål av mässing tillverkades fram till 1968, då en vårflod förstörde gjutugnen. Under de sista åren tog verkstaden bara emot kopparkärl för putsning och reparation. År 1983 stängdes verkstaden för gott.
Verkstadens maskinutrustning är bevarad i sin helhet, med remdrift i taket. Även den ursprungliga kraftkällan, vattenturbinen i fallet, finns kvar. Kraften förs över från turbinen via en vinkelväxel.

## Galleri

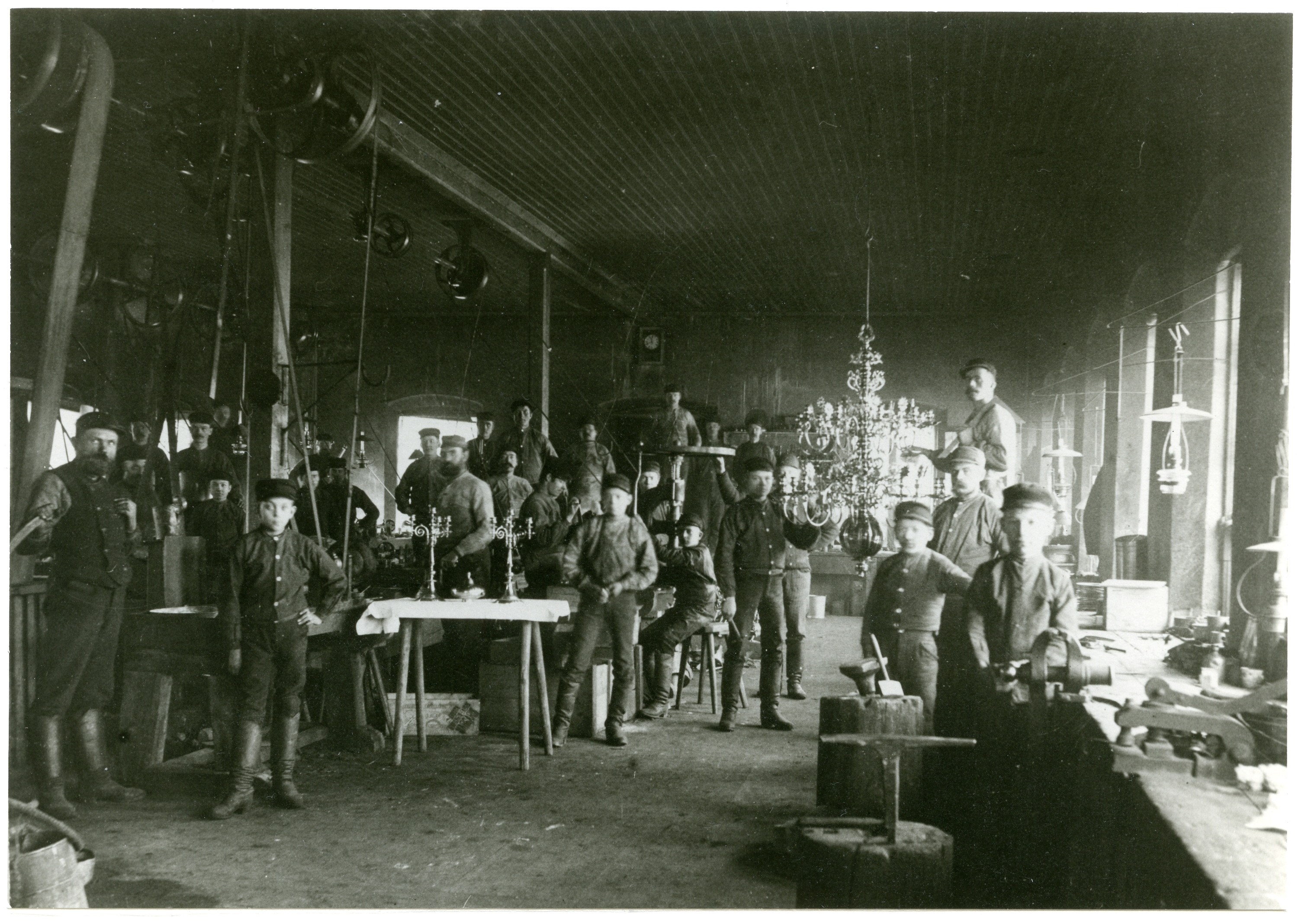
Maskinsalen med arbetsstyrkan år 1886. Färdiga ljusstakar och en stor ljuskrona i mässing.
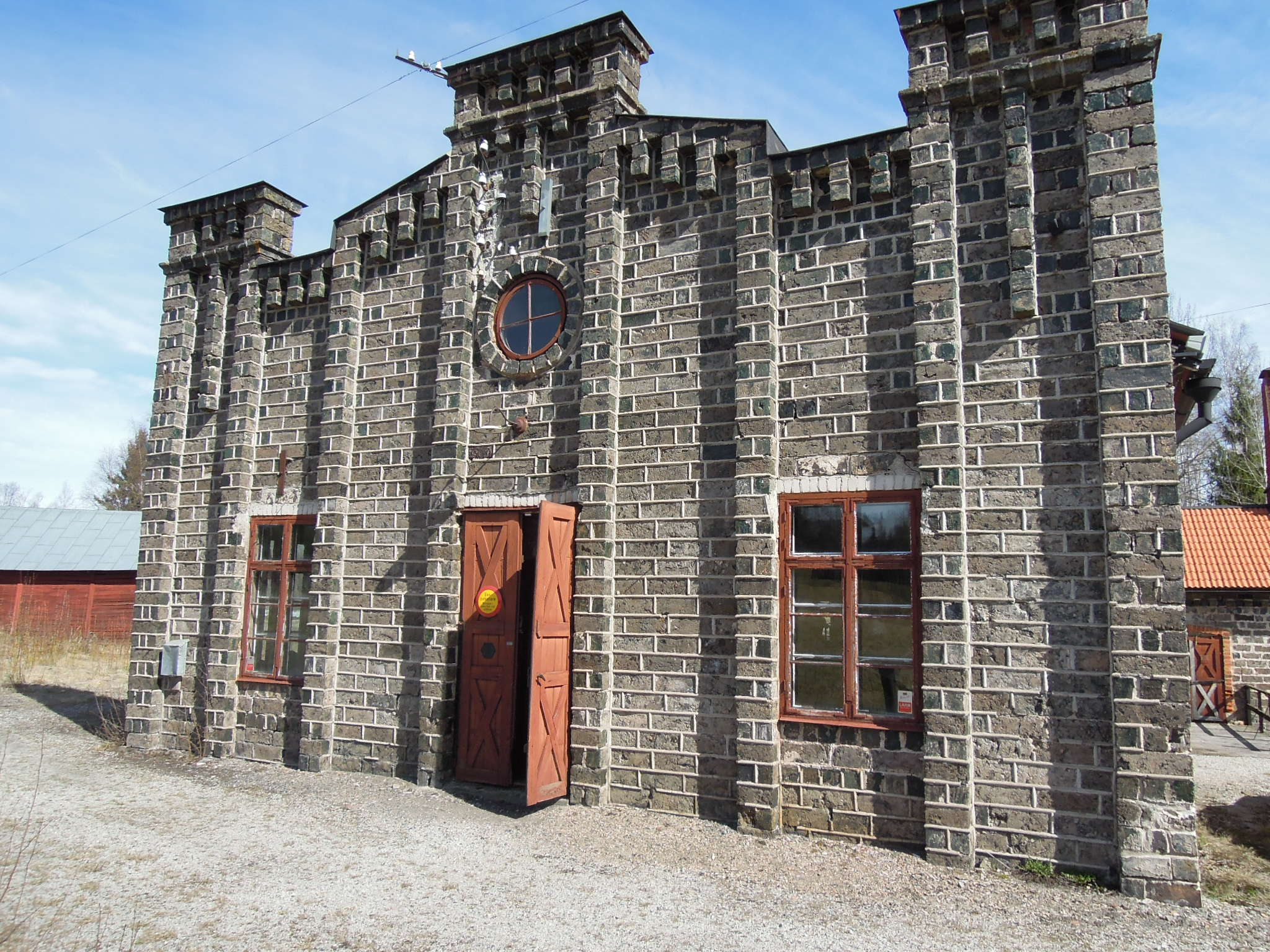
Fasaden är byggd med slaggsten.
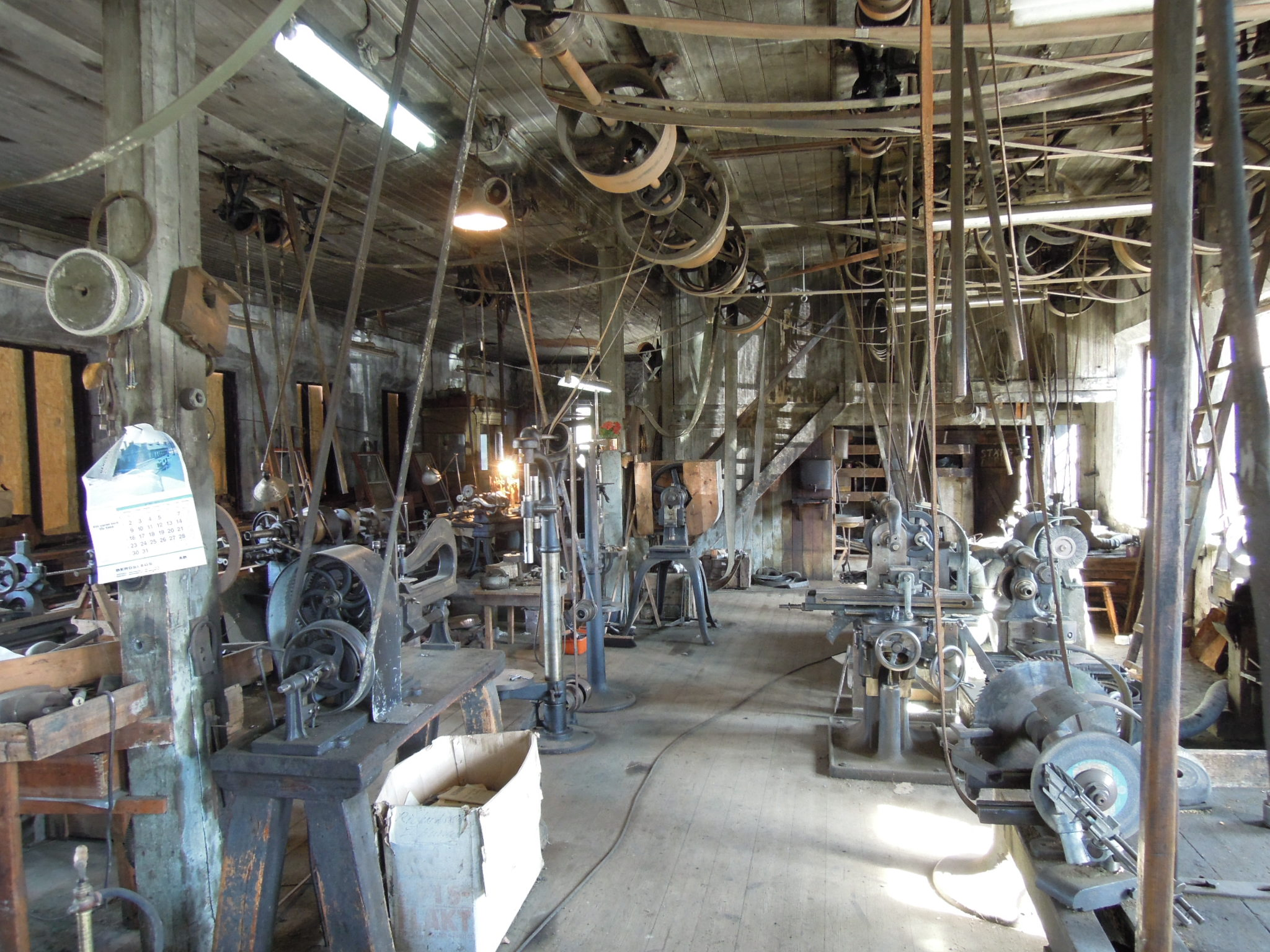
Maskinsalen med remdrift från taket. Remdriften är körbar med en modern elmotor.
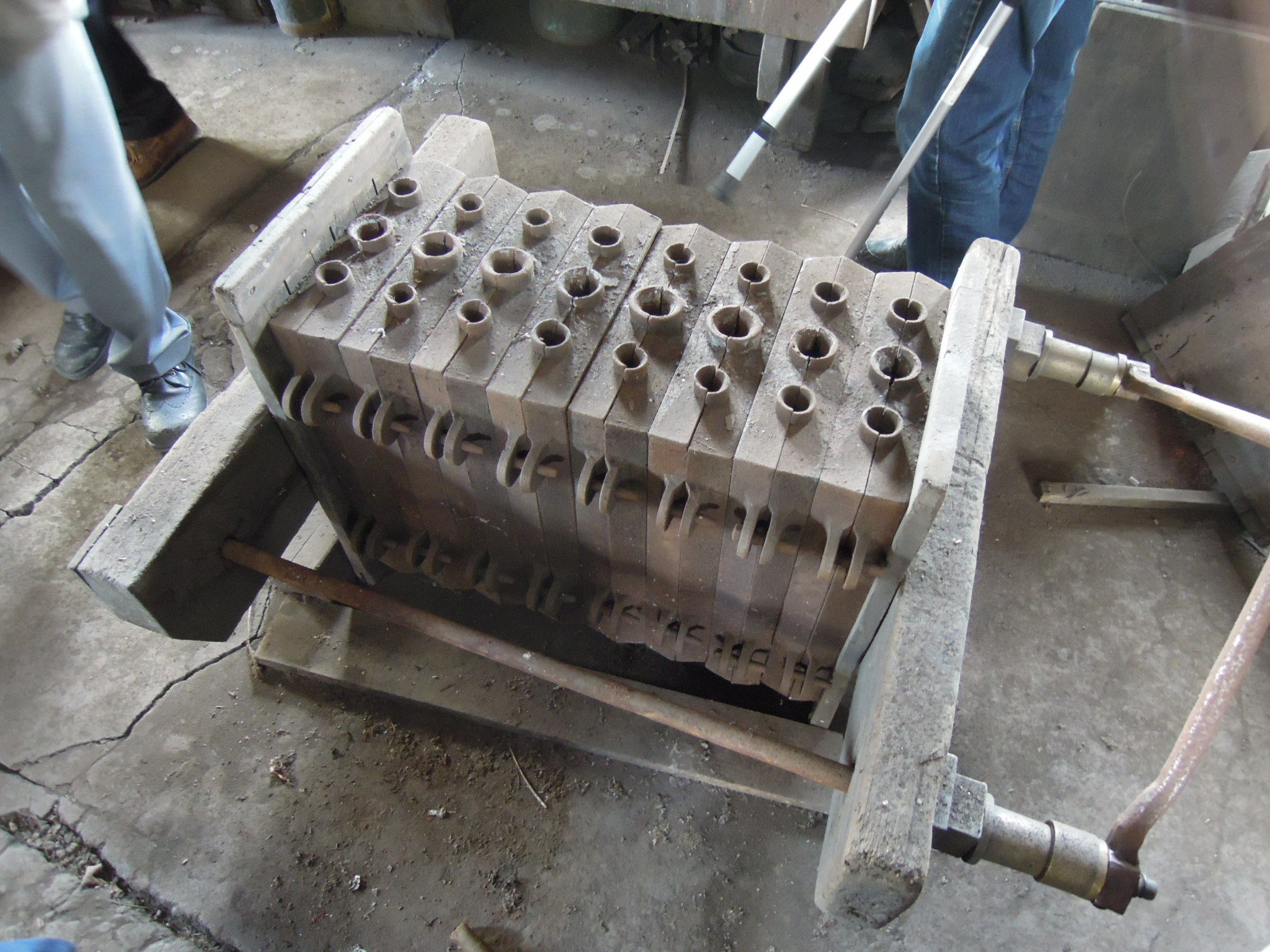
Gjutformar för mässing.